# Deichstraße (Hamburg)

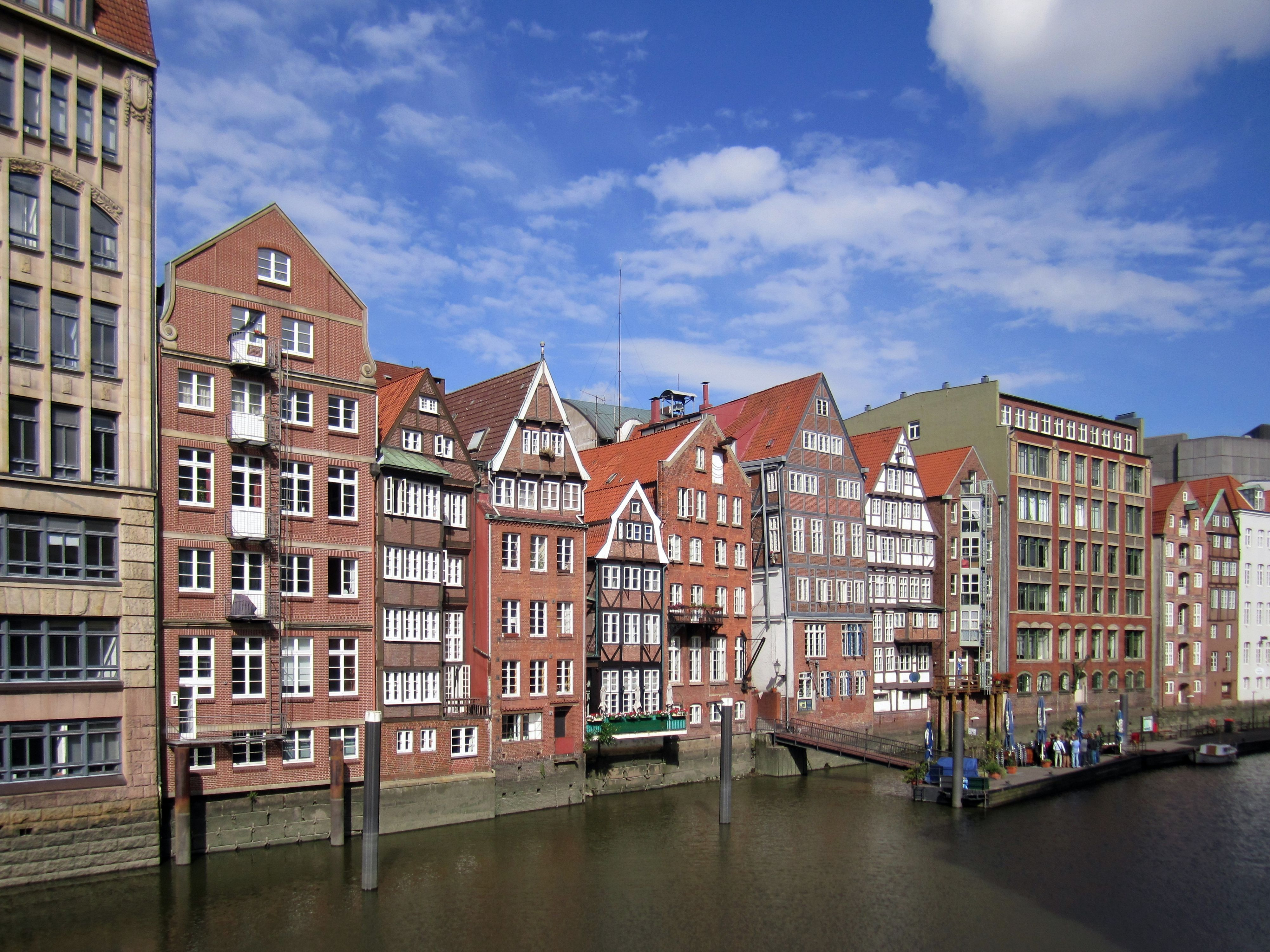
Blick auf die Fleetseite der Häuser am Nikolaifleet

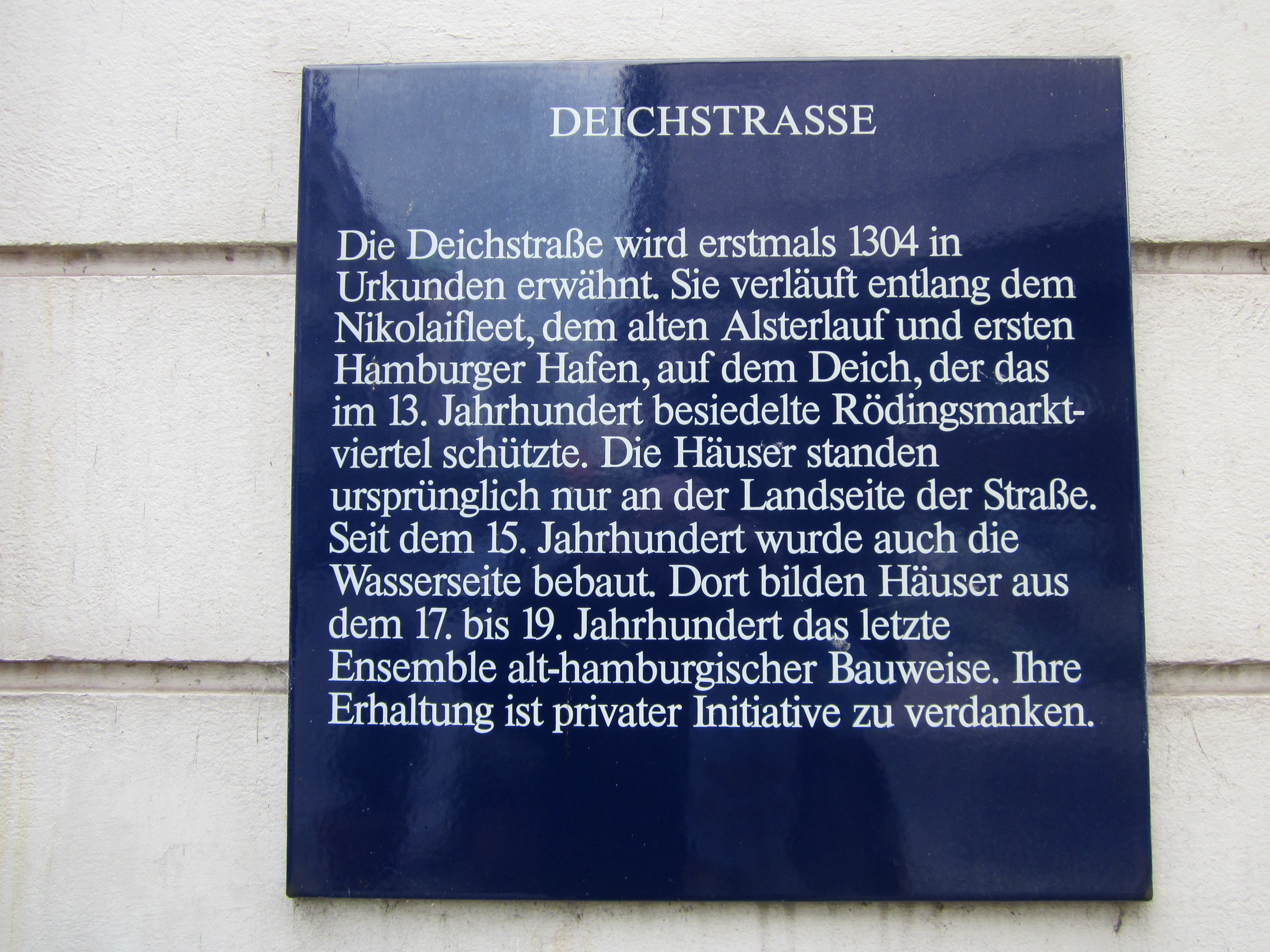
Tafel zur Geschichte der Deichstraße

Die Deichstraße, eine Straße in der Innenstadt von Hamburg, besitzt mit dem letzten erhaltenen Ensemble von Althamburger Bürgerhäusern einen historischen Wert und hat eine wichtige touristische Bedeutung. Mit der auf der anderen Seite des Nikolaifleets erhaltenen Speichergruppe des Cremon ist ein Relikt des alten Hamburgs erhalten geblieben.

## Lage
Die 280 m lange Straße liegt im südlichen Teil der Altstadt am Nikolaifleet, dem früheren Hauptmündungsarm der Alster. Sie verläuft von der Willy-Brandt-Straße nach Süden zur Straße Kajen und verbindet das Viertel rund um das Rathaus mit der Speicherstadt und der HafenCity. Die Straße ist größtenteils Fußgängerzone. Die Deichstraße hat die Postleitzahl 20457.

## Beschreibung

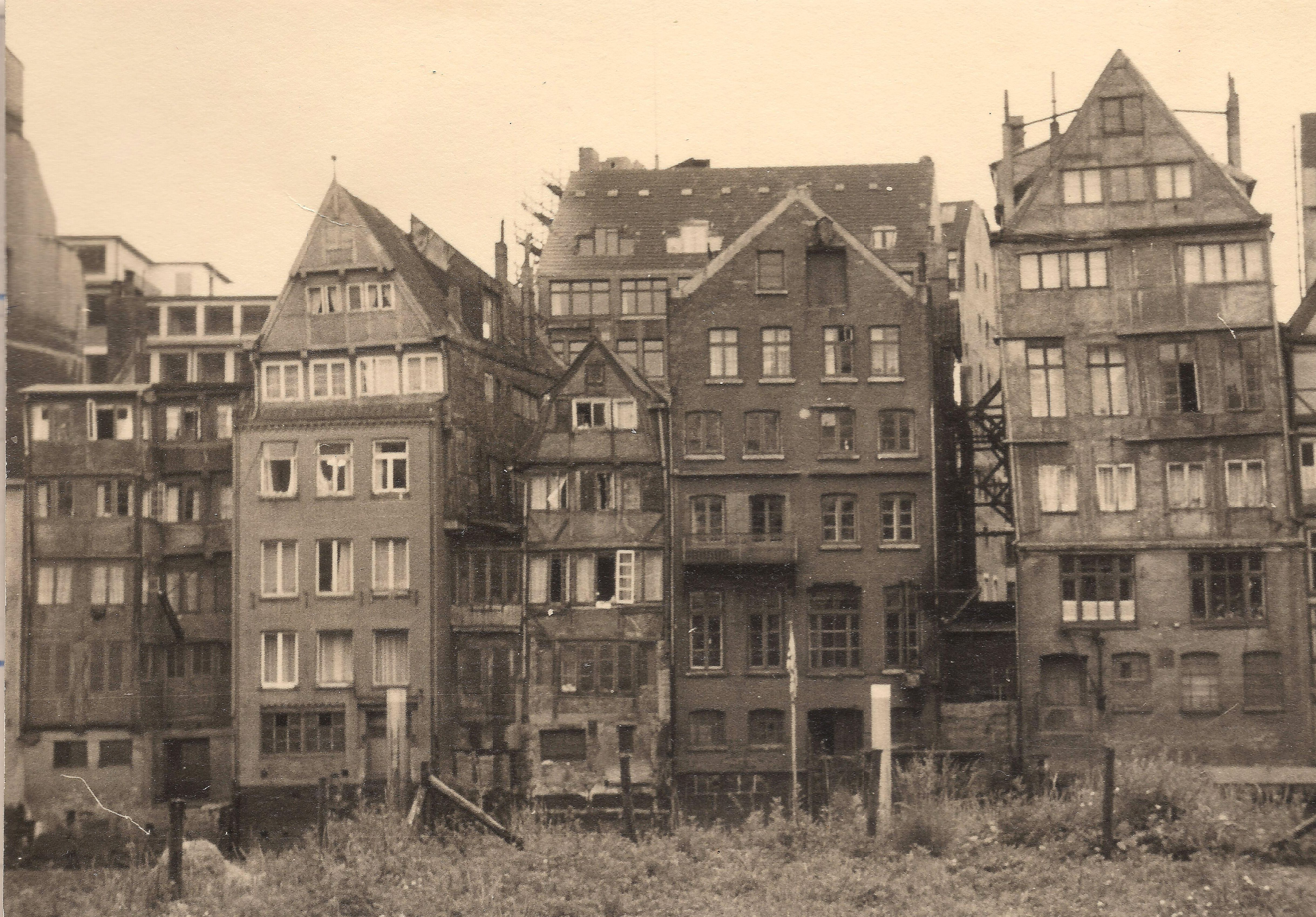
Deichstraße (Fleetseite) um 1960

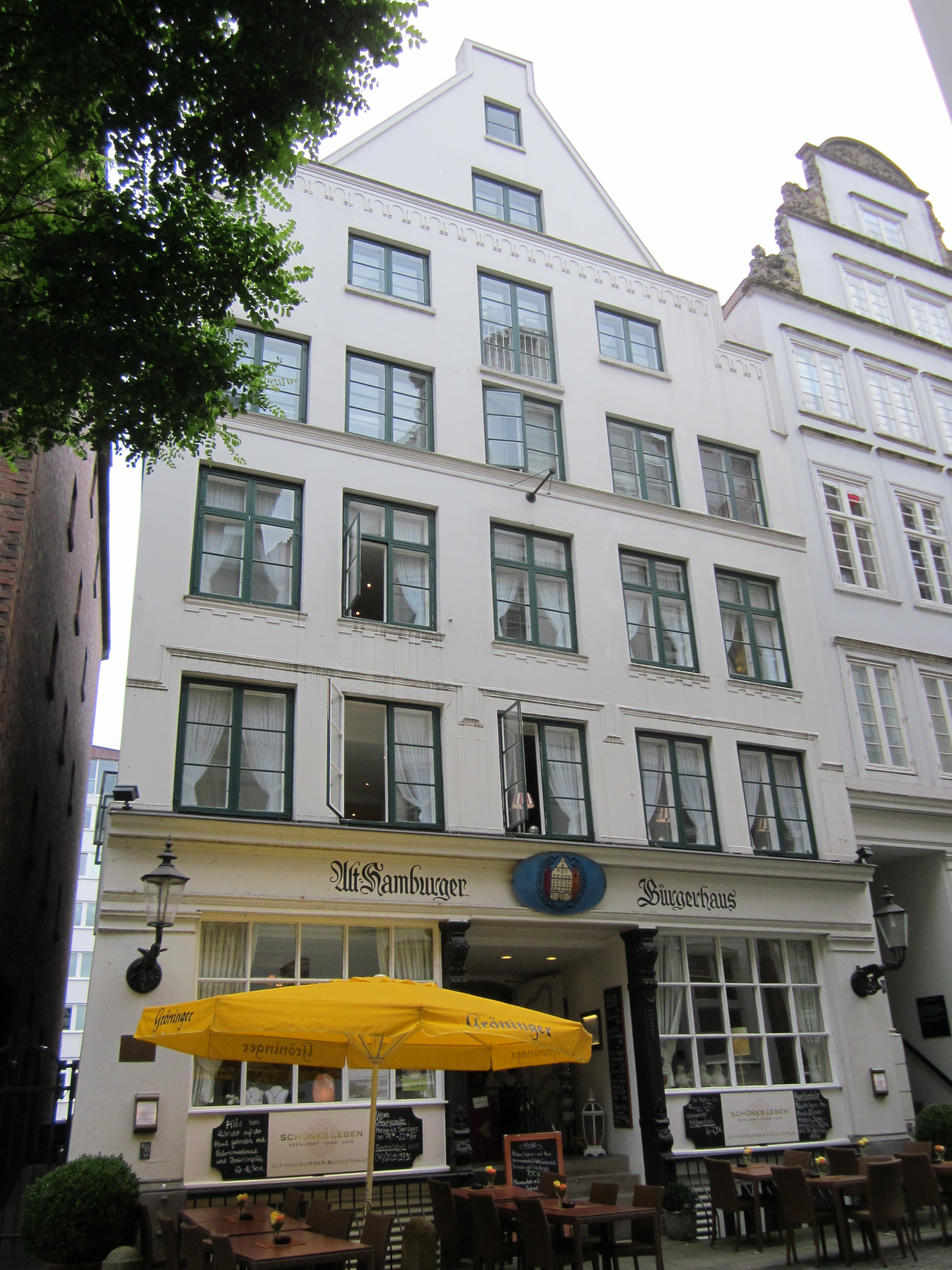
Mit dem Alt-Hamburger Bürgerhaus begann der Verein Rettet die Deichstraße die Erhaltung des hergebrachten Straßenbildes.

In der Deichstraße stehen Häuser, die vor der Zerstörung des „alten Hamburg“ im Großen Brand, dem Zweiten Weltkrieg und durch Abrissmaßnahmen 1950 bis 1980 weite Teile der Hamburger Innenstadt prägten, die sogenannten althamburgischen Bürgerhäuser. Diese vereinten Wohnen, Arbeiten und Speicher unter einem Dach. Das bedeutendste „Althamburgische Bürgerhaus“ Nummer 37 wurde als letztes Außendeichhaus und barockes Hamburger Kaufmannshaus 1686 erbaut. Im vorderen (straßenseitigen) Teil des Hauses befand sich der Wohnbereich, der das Kontor und die typische, repräsentative Diele einschloss. Diese ursprüngliche Form des Hamburger Kaufmannshauses ist nur noch in wenigen Gebäuden erhalten, da die meisten im Laufe der Jahre stark verändert wurden. Bei mehreren Häusern wurden im Erdgeschoss Läden eingebaut. Es ist das einzige Haus, in dem die originale zweigeschossige Barockdiele und wertvolles Mobiliar aus anderen, im Zweiten Weltkrieg zerstörten Bürgerhäusern erhalten ist.
Das Ensemble der Bürgerhäuser an der Deichstraße steht – wie der Name sagt – auf einem Deich zwischen Straße und Fleet. Die so genannten Außendeichhäuser entstanden in der frühen Neuzeit, als Hamburg durch zunehmenden Handel einen enormen Aufschwung nahm und alle Grundstücke hinter den Deichen bereits bebaut waren. Der Zugang der nunmehr in der "zweiten Reihe" gelegenen Binnendeichhäuser zum Fleet wurde durch schmale Fleetgänge zwischen den Außendeichhäusern sichergestellt. Die Fachwerkhäuser der Deichstraße sind zur Straße hin mit repräsentativen Fassaden ausgestattet, zur Fleetseite sind die Fachwerkfassaden erhalten. Dort befinden sich die Ladeluken, über die die Schuten im Nikolaifleet mittels eines Flaschenzugs entladen und die Waren direkt in die als Speicher genutzten oberen Etagen des Hauses gebracht wurden. 

## Der Große Brand 1842
Nach dem Großen Brand 1842 – der in der Deichstraße begann – wandelte sich das städtebauliche Bild Hamburgs, da verstärkt Wohnen und Arbeiten getrennt wurden: die Kaufleute, die die Bürgerhäuser wie die in der Deichstraße bewohnten, zogen in die Vororte außerhalb der Innenstadt und kamen zum Arbeiten in die Stadt, vornehmlich in sogenannte Kontorhäuser, die als neuer Haustypus bald die Hamburger Innenstadt prägten. 
Die alten Bürgerhäuser wurden zu Mehrparteienwohnhäusern umgebaut, in die Erdgeschosse zogen meist Läden und Restaurants. Durch diese Zerstörungen alter Bausubstanz in der Hamburger Innenstadt blieben in den letzten Jahrzehnten immer weniger Häuser erhalten.
Seit 1909 befindet sich die komplette Diele des abgerissenen Hauses Deichstraße 53 in einem  eigenen Raum des Museums für Hamburgische Geschichte. 
Heute gehört die Deichstraße mit Cafés und Restaurants zu einer touristischen Attraktion von hoher Anziehungskraft. Über schmale Gänge zwischen den Häusern gelangt man auf die Wasserseite, wo mehrere Pontons installiert sind.

## Verein und StiftungRettet die Deichstraße
Als das Ensemble an der Deichstraße zugunsten einer Straßenerweiterung abgerissen werden sollte, formierte sich bei den Bürgern Widerstand, der im Jahre 1972 in der Gründung des Vereins Rettet die Deichstraße mündete. Der Verein, später die Stiftung, konnte die Häuser 32, 37 und 39 durch Spenden erhalten und renovieren.